# Christian Sivodedov
Christian Sivodedov (Sundsvall, Suecia, 7 de noviembre de 1997) es un futbolista sueco. Juega de mediocampista y su equipo actual es el Norrby IF de la Superettan.

## Selección
| Selección        | Sede     | Año  | PJ | Goles |
| ---------------- | -------- | ---- | -- | ----- |
| Selección Sub-17 | Malta    | 2014 | 2  | 0     |
| Selección Sub-19 | Alemania | 2016 | 4  | 0     |

## Clubes
| Club                   | País     | Año           | PJ | Goles |
| ---------------------- | -------- | ------------- | -- | ----- |
| Djurgårdens IF         | Suecia   | 2014          | 6  | 0     |
| Schalke 04 Sub-19      | Alemania | 2014-2016     | 36 | 5     |
| Schalke 04 II          | Alemania | 2016          | 2  | 0     |
| Strømsgodset IF        | Noruega  | 207-2018      | 10 | 0     |
| GIF Sundsvall (cedido) | Suecia   | 2018          | 8  | 0     |
| GIF Sundsvall          | Suecia   | 2018          |    |       |
| Akropolis IF           | Suecia   | 2019-2021     |    |       |
| Norrby IF              | Suecia   | 2022-presente |    |       |